# 정부 전자문서지갑
정부 전자문서지갑(政府 電子文書紙匣)은 대한민국 정부로부터 전자증명서를 발급받거나 공공 마이데이터를 내려받아 보관하고 필요한 경우 이를 다른 곳으로 전송하기 위한 수단이다. 현재 행정안전부가 운영하고 있다. 

## 보관할 수 있는 행정정보

### 전자증명서
이용자는 행정기관이나 공공기관으로부터 발급받은 전자증명서를 정부 전자문서지갑에 보관할 수 있다.
- 2019년 12월 18일, 정부 전자문서지갑에 주민등록표등·초본을 전자증명서로 발급하기 시작했다.[1]
- 2020년 2월 14일에는 발급 가능한 전자증명서에 건축물대장 등 12종이 추가되었다.[1]
- 2022년 7월 기준으로, 발급 가능한 전자증명서의 수는 318종이다.

### 공공 마이데이터
이용자는 행정기관이나 공공기관으로부터 내려받은 공공 마이데이터를 정부 전자문서지갑에 보관할 수 있다.

## 연계된 앱
| 구분   | 앱 이름          | 운영기관         | 열람, 조회 | 신청, 발급 |
| ------ | ---------------- | ---------------- | ---------- | ---------- |
| 공공앱 | 정부24           | 행정안전부       | 열람, 조회 | 신청, 발급 |
| 공공앱 | 모바일 공무원증  | 행정안전부       | 열람, 조회 | -          |
| 공공앱 | 영사민원24       | 외교부           | 열람, 조회 | -          |
| 공공앱 | 손택스           | 국세청           | 열람, 조회 | -          |
| 공공앱 | 경찰민원모바일   | 경찰청           | 열람, 조회 | -          |
| 공공앱 | 스마트뱅킹       | 우정사업본부     | 열람, 조회 | 신청, 발급 |
| 공공앱 | 서울지갑         | 서울특별시       | 열람, 조회 | 신청, 발급 |
| 공공앱 | B PASS           | 부산광역시       | 열람, 조회 | -          |
| 공공앱 | 대구아이디       | 대구광역시       | 열람, 조회 | 신청, 발급 |
| 공공앱 | 경남전자지갑     | 경상남도         | 열람, 조회 | -          |
| 공공앱 | 내곁에국민연금   | 국민연금공단     | 열람, 조회 | -          |
| 공공앱 | 경기똑D          | 경기도           | 열람, 조회 | 신청, 발급 |
| 공공앱 | 한국장학재단     | 한국장학재단     | 열람, 조회 | -          |
| 민간앱 | SOL              | 신한은행         | 열람, 조회 | 신청, 발급 |
| 민간앱 | NH스마트뱅킹     | NH농협           | 열람, 조회 | 신청, 발급 |
| 민간앱 | 우리WON뱅킹      | 우리은행         | 열람, 조회 | 신청, 발급 |
| 민간앱 | IM뱅크           | 대구은행         | 열람, 조회 | 신청, 발급 |
| 민간앱 | SB톡톡           | 저축은행중앙회   | 열람, 조회 | -          |
| 민간앱 | 사이버창구       | 미래에셋생명보험 | 열람, 조회 | 신청, 발급 |
| 민간앱 | 스마트모바일창구 | 교보생명         | 열람, 조회 | 신청, 발급 |
| 민간앱 | 페이판My월렛     | 신한카드         | 열람, 조회 | -          |
| 민간앱 | Initial          | 에스케이텔레콤   | 열람, 조회 | 신청, 발급 |
| 민간앱 | PASS by KT       | 케이티           | 열람, 조회 | 신청, 발급 |
| 민간앱 | 페이코(PAYCO)    | NHN페이코        | 열람, 조회 | 신청, 발급 |
| 민간앱 | Toss             | 비바 리퍼블리카  | 열람, 조회 | 신청, 발급 |
| 민간앱 | NAVER            | 네이버           | 열람, 조회 | 신청, 발급 |
| 민간앱 | 카카오톡         | 카카오           | 열람, 조회 | 신청, 발급 |
| 민간앱 | CheckPay         | 쿠콘             | 열람, 조회 | 신청, 발급 |